# Vidoje Maslać Novaković
Vidoje ili Vid Maslać (Dobranje (Zažablje), 8. lipnja 1795. – 16. siječnja 1862.) bio je prelat Katoličke Crkve koji je služio kao provikar Trebinjsko-mrkanske biskupije od 1838. do 1839. godine.

## Životopis
Novaković je starije prezime Maslaća. Rodio se 8. lipnja 1795. u Dobranjama. Otac mu se zvao Mato. Stariji Vidov brat, don Andrija, dao mu je osnove pismenosti. Ne zna se gdje je imao ostalo školovanje, a vjerojatno je to bilo u Dubrovniku, Zadru ili Priku.
Za svećenika trebinjske biskupije zaređen je 27. lipnja 1818. godine. Negdje se zamjerio osmanskim vlastima pa je zbog političkih razloga bio prisiljen izbjeći iz Hercegovine, skupa sa svojim bratom Perom. Na preporuku trebinjskoga biskupa Nikole Ferića i generalnoga vikara don Grge Matuškovića poslan je bosanskom vikaru biskupu fra Augustinu Miletiću. Miletića mu je skupa s austrijskim konzulom u Travniku, preporučio neka prijeđe u Slavonski Brod 20. rujna 1819. te se zaputi kod biskupa Emerika Karla Raffaya u Đakovo. Maslać je službovao od 1819. do 1820. u Komletincima, zatim Otoku, Ivankovu i Sotinu. Završio je bogoslovni studij i vratio se u Hercegovinu, gdje je jedno vrijeme boravio u rodnom mjestu, a od 1821. u Dubravama. Do 1824. bio je kapelan. Bio je od 1824. do 1861. godine župnik u župi Dubravama sa sjedištem u Prenju. Pastoralni rad bio je u skromnim uvjetima. Mise je služio pod dubovima i na "ljesama". Sagradio je župnu kuću u Prenju, koja je bila najveća u biskupiji, ali ju je dao srušiti.
Uz pomoć Papinskog misijskog djela iz Liona sagradio je veliku župnu kuću (1849./55.). Projekt je bio ispred vremena, jer se takvom veličinom računalo da bi se u Trebinjskoj biskupiji mogao imenovati vlastiti biskup, pa je mogla primiti i ordinarijat. Kad je umro vikar Sokolović, godine 1838. trebinjski ga je kler predložio Kongregaciji za širenje vjere za biskupijskog ordinarija Trebinjsko-mrkanske biskupije. Austrija mu je omela napredak; niti je dopustila imenovanje biskupa, niti je Trebinjsko-mrkanska biskupija dobila svog klerika za upravljanje, nego je Austrija kod pape poradila da se biskupija preda na upravu dubrovačkom biskupu. To je učinjeno bulom Apostolici nostri muneris 12. rujna 1839. godine. Dana 30. listopada 1839. ili 1840. stekao je status generalnog vikara (provikara) za Trebinjsku biskupiju. Dužnost je obnašao do smrti. Ostvario je dobru suradnju sa svećenstvom iz susjedne Bosne i Dalmacije, koji su mu na dozivanje došli pomoći u jugoistočnoj Hercegovini koja je oskudijevala domaćim svećenicima.
Za povijest Hrvata i Katoličke crkve u Hercegovini Maslać je važan i po izvješću iz 1840., gdje navodi da u Gornjoj Hercegovini žive katolici Trebinjske biskupije.
Ostvario je veliko poštovanje i kod muslimana, koji su ga cijenili kao "Božjeg čovjeka", jer je odgonio skakavce od usjeva i bolesti iz životinja. Otkako je 1833. godine uspostavljen Hercegovački pašaluk, bio je Vidoje u dobrim odnosima s Ali-pašom Rizvanbegovićem "Stočevićem". Don Vidoje je promišljeno slao begovima darove zahvaljujući čemu je mnogo katolika ostalo na životu. Profinjena diplomatska duha i djelovanja, njegovi prijatelji Stočevići preporučili su osmanskom sultanu poslati 'nišan' dekoraciju, a Derviš paša 1860. godine uručio je don Vidoju zlatni sat što mu ga je sultan poslao. Prijateljstvo je prenijelo utjecaj i na vjersku sferu. Kad je došlo u pitanje opstanak Trebinjske biskupije, vrlo siromašne svojim svećenstvom, jer se razmatralo uklapanje u Hercegovački apostolski vikarijat, prijatelj mu Ali-paša poručio je don Vidoju da neće mariti ni za kakvi ferman u tom smislu, a takvi ferman već je bio izdan u Carigradu. Godine 1848. dubrovački biskup i trebinjski trajni apostolski upravitelj Toma Jederlinić isposlovao je don Vidoju dopuštenje od Svete Stolice da može krizmavati, no nikad ta povlastica nije uručena Maslaću. Iste godine obavijestio je biskupa Jederlinića iz Dubrovnika o svom pastoralnom odlasku u Planinu na duži rok, pa ga je zamolio da mu kapelan Malfatti može dobiti ovlasti u Dubravama.
Izgleda da Maslać nije ostavio dojam na isusovačkog misionara Vinka Basilea, jer je taj 1856. godine podnio Svetoj Stolici izvješće u kojem je podosta negativno ocijenio Maslaća. Međutim, dvije godine poslije Vinko Čubranić, novoimenovani biskup dubrovački i trajni apostolski upravitelj trebinjski, svojim je izvješćem branio Maslaća, davši i za pravo Basileu. Maslaćevim nedostatcima Čubranić je pretpostavio velike zasluge katoličkoj stvari u krajevima gdje je djelovao, jer je Maslaćeva župa najsređenija i vjera vjernika njegove pastve najživlja. Istaknuo je da je Maslać zbog vjere triput podnio osmanske nasilne progone i da je dvaput bio osuđen na smrt. Don Vidojeva snaga duha i razbor i potpora rodbine nametnula je urotnicima stav poštovanja da im je agresiju ublažila. Spomenio je papi da don Vidoje od onda vrši blagotvoran utjecaj na duh i osmanskih vlasti i pojedinih muslimana, što je jako nužno za siromašne katolike na koje je ciljala "grčka" raja i Crnogorci, jer nije htio nije htio sudjelovati u njihovoj uroti. Umro je 16. siječnja 1862. godine. Pokopan je pred crkvom u Prenju, gdje je i grob njegova bratića don Joze Maslaća. Na grobnom mu je spomeniku stoji natpis na latinskom.